# Erix
Erix (Eryx), na mitologia grega, foi um deus aquático de grande beleza. Sua genologia era confusa, com autores afirmando que ele era filho de Poseidon, de Afrodite e Butes ou apenas de Afrodite. Dizem que visitou várias vezes a Terra em forma humana para "namorar" com mulheres humanas. Ou na sua versão feminina, ao qual também vinha para a Terra para "namorar", ou simplesmente fazer com que os mortais se apaixonem por ela, porém, quando quem ela quer não se apaixona por ela, sua ira pode ser mortal. Alguns autores a descreviam como uma metamorfa, capaz de assumir a forma de animais aquáticos ou de uma sereia.
Na sua versão masculina, Erix foi um rei da cidade de Erix (Sicília), na mitologia grega.
Segundo o mito, Erix erigiu o templo de Afrodite Ericina, no topo da montanha siciliana que recebeu o nome do herói. 
Orgulhoso de sua força prodigiosa e da sua reputação como pugilista, desafiava a todos que se apresentassem nas redondezas, e costumava matar os que vencia. Foi o que fez quando viu Héracles entrando na cidade, com os bois de Gerião. Ao saber que se Héracles perderia sua imortalidade se perdesse os bois de Gerião, colocou seu reino no jogo, em troca dos bois.
Héracles, porém, o venceu, matando-o. Não tomou o reino; entretanto, profetizou que seus descendentes viriam para a região no futuro, o que ocorreria com a fundação de uma colônia pelo lacedemônio Dórion. Héracles teria enterrado Erix no templo de Afrodite.